# Russische Sommer-Meisterschaften im Skispringen 2016
Die russischen Sommer-Meisterschaften im Skispringen 2016 fanden vom 11. bis zum 16. Oktober in Krasnaja Poljana bei Sotschi auf der Schanzenanlage RusSki Gorki statt. Veranstalter war der russische Skiverband für Skispringen und die Nordische Kombination (FSJNCR). Als Wettkampfleiter fungierte Jewgeni Feofilowitsch Frei, Technischer Delegierter war Ildar Garifullin. Das erfolgreichste Föderationssubjekt war die Oblast Moskau, die den Doppelmeister der Herren Dmitri Wassiljew in ihren Reihen hatte. Bei den Frauen verteidigte Irina Awwakumowa ihren Titel. Teammeister der Herren wurden die Vertreter der Oblast Nischni Nowgorod.

## Austragungsort
| \| Sotschi \| |
| Sotschi       |

| Sotschi |

## Ergebnis

### Frauen
| Platz | Name                    | Föderationssubjekt | Weite 1 | Weite 2 | Punkte |
| ----- | ----------------------- | ------------------ | ------- | ------- | ------ |
| 01.   | Irina Awwakumowa        | Moskau             | 098,5   | 099,5   | 238,5  |
| 02.   | Anastassija Barannikowa | Region Perm        | 088,5   | 098,0   | 215,5  |
| 03.   | Sofija Tichonowa        | Sankt Petersburg   | 090,0   | 094,5   | 211,5  |
| 04.   | Xenija Kablukowa        | Region Perm        | 090,0   | 097,0   | 197,5  |
| 05.   | Alexandra Baranzewa     | Oblast Kirow       | 087,5   | 088,5   | 191,0  |
| 05.   | Alexandra Kustowa       | Oblast Moskau      | 084,0   | 092,0   | 191,0  |
| 07.   | Lidija Jakowlewa        | Sankt Petersburg   | 085,0   | 085,0   | 179,0  |
| 08.   | Marija Jakowlewa        | Sankt Petersburg   | 079,5   | 083,5   | 163,5  |
| 09.   | Anna Schpynjowa         | Sankt Petersburg   | 079,5   | 081,0   | 157,5  |
| 10.   | Anna Schukowa           | Oblast Moskau      | 075,5   | 084,0   | 157,0  |

Datum: 13. Oktober 2016
Schanze: Normalschanze K-95
Russische Sommer-Meisterin 2015:  Irina Awwakumowa
Teilnehmerinnen / Föderationssubjekte: 20 / 7 + 
Irina Awwakumowa, die in der Grand-Prix-Gesamtwertung den dritten Rang belegte, konnte ihren Meistertitel erfolgreich verteidigen. Sie gewann mit einem deutlichen Vorsprung vor Anastassija Barannikowa, die drei Punkte Vorsprung auf die drittplatzierte Sofija Tichonowa hatte. Mit Walentina Sderschikowa (16.) und Alina Tuchtajewa (20.) nahmen auch zwei Kasachinnen am Wettkampf teil.

### Männer

#### Normalschanze
| Platz | Name                  | Föderationssubjekt      | Weite 1 | Weite 2 | Punkte |
| ----- | --------------------- | ----------------------- | ------- | ------- | ------ |
| 01.   | Dmitri Wassiljew      | Oblast Moskau           | 104,0   | 104,0   | 260,0  |
| 02.   | Jewgeni Klimow        | Oblast Moskau           | 101,0   | 099,0   | 252,0  |
| 03.   | Denis Kornilow        | Oblast Nischni Nowgorod | 099,0   | 102,0   | 251,5  |
| 04.   | Sergei Schulajew      | Oblast Nischni Nowgorod | 097,5   | 101,0   | 245,0  |
| 05.   | Alexander Baschenow   | Oblast Sachalin         | 097,0   | 098,0   | 237,0  |
| 06.   | Ilmir Chasetdinow     | Oblast Moskau           | 099,0   | 095,5   | 236,5  |
| 07.   | Iwan Lanin            | Oblast Nischni Nowgorod | 097,5   | 097,0   | 235,0  |
| 08.   | Roman Trofimow        | Oblast Nischni Nowgorod | 096,0   | 096,0   | 233,0  |
| 09.   | Maxim Sergejew        | Republik Tatarstan      | 097,0   | 095,0   | 229,5  |
| 10.   | Michail Maximotschkin | Oblast Nischni Nowgorod | 096,5   | 094,0   | 228,0  |

Datum: 13. Oktober 2016
Schanze: Normalschanze K-95
Russischer Sommer-Meister 2015:  Wladislaw Bojarinzew
Teilnehmer / Föderationssubjekte: 50 / 12 + 
Nach zwei Sprüngen auf 104 Metern gewann der 36-jährige Dmitri Wassiljew einen weiteren Meistertitel. Hinter ihm setzte sich Jewgeni Klimow mit 0,5 Punkten Vorsprung gegen Denis Kornilow durch. Der Qualifikationssieger vom Vortag Wadim Schischkin wurde Fünfzehnter. Mit Ilja Kratow (46.) nahm auch ein Kasache am Wettkampf teil. Der Vorjahressieger Wladislaw Bojarinzew war mit Sprüngen auf 99,5 und 99 Metern gut im Rennen, wurde jedoch im Finaldurchgang disqualifiziert.

#### Großschanze
| Platz | Name                  | Föderationssubjekt      | Weite 1 | Weite 2 | Punkte |
| ----- | --------------------- | ----------------------- | ------- | ------- | ------ |
| 01.   | Dmitri Wassiljew      | Oblast Moskau           | 137,5   | 137,5   | 265,5  |
| 02.   | Roman Trofimow        | Oblast Nischni Nowgorod | 135,5   | 129,5   | 259,5  |
| 03.   | Alexander Baschenow   | Oblast Sachalin         | 133,5   | 129,0   | 253,5  |
| 04.   | Wladislaw Bojarinzew  | Sankt Petersburg        | 131,5   | 132,5   | 253,2  |
| 05.   | Sergei Schulajew      | Oblast Nischni Nowgorod | 133,0   | 128,5   | 251,7  |
| 06.   | Ilmir Chasetdinow     | Oblast Moskau           | 131,5   | 129,5   | 251,3  |
| 07.   | Michail Maximotschkin | Oblast Nischni Nowgorod | 131,0   | 130,0   | 250,8  |
| 08.   | Denis Kornilow        | Oblast Nischni Nowgorod | 137,0   | 125,0   | 248,6  |
| 09.   | Jewgeni Klimow        | Oblast Moskau           | 128,5   | 128,5   | 240,1  |
| 10.   | Maxim Sergejew        | Republik Tatarstan      | 128,5   | 123,5   | 227,6  |

Datum: 14. Oktober 2016
Schanze: Großschanze K-125
Russischer Sommer-Meister 2015:  Denis Kornilow
Teilnehmer / Föderationssubjekte: 53 / 12 + 
Dmitri Wassiljew gewann auch von der Großschanze den russischen Meistertitel. Zwar wurden seine Sprünge im Vergleich zu den anderen Spitzenathleten schlecht bewertet doch sprang er dennoch sechs Punkte auf Roman Trofimow heraus. Zwischen Rang drei und acht lagen weniger als fünf Punkte Differenz. Es nahmen zudem drei Kasachen am Wettkampf teil.

#### Team
| Platz | Team                       | Namen                                                                    | Weite 1                 | Weite 2                 | Punkte |
| ----- | -------------------------- | ------------------------------------------------------------------------ | ----------------------- | ----------------------- | ------ |
| 01.   | Oblast Nischni Nowgorod I  | Denis Kornilow Sergei Schulajew Michail Maximotschkin Roman Trofimow     | 128,5 130,5 133,5 135,5 | 138,5 127,0 125,5 126,0 | 999,5  |
| 02.   | Oblast Nischni Nowgorod II | Alexander Schuwalow Iwan Lanin Andrei Patschin Alexander Sardyko         | 109,5 123,0 121,5 135,5 | 110,5 130,0 125,0 127,0 | 867,6  |
| 03.   | Sankt Petersburg           | Jewgeni Stefanow Erkin Allamuratow Alexei Romaschow Wladislaw Bojarinzew | 101,0 110,0 132,5 139,0 | 110,5 116,0 133,5 131,0 | 856,8  |
| 04.   | Oblast Moskau              | Artur Sultangulow Ilmir Chasetdinow Jewgeni Klimow Dmitri Wassiljew      | 110,5 128,0 132,0 147,5 | 123,5 131,5 0—          | 842,6  |
| 05.   | Oblast Sachalin            | Arkadi Nalobin Alexander Chalesow Denis Wesselow Alexander Baschenow     | 094,5 116,5 125,0 132,0 | 106,0 126,0 124,5 123,0 | 796,5  |

Datum: 15. Oktober 2016
Schanze: Großschanze K-125
Russischer Sommer-Meister 2015:  Oblast Nischni Nowgorod
Teilnehmende Teams / Föderationssubjekte: 9 / 7
Weitere Platzierungen:

06. Platz:  Region Perm I

07. Platz:  Republik Tatarstan

08. Platz:  Moskau

09. Platz:  Region Perm II
Mit deutlichem Vorsprung gewann das erste Team aus der Oblast Nischni Nowgorod vor der zweiten Mannschaft aus der Oblast. Der Doppelmeister Dmitri Wassiljew stellte mit seinem Sprung auf 147,5 Metern einen neuen inoffiziellen Schanzenrekord auf, jedoch konnte er daraufhin im zweiten Durchgang nicht mehr antreten. Damit verlor das Team aus der Oblast Moskau seine Medaillenchancen.

## Medaillenspiegel
| Platz | Föderationssubjekt      |   |   |   |    |
| ----- | ----------------------- | - | - | - | -- |
| 1     | Oblast Moskau           | 2 | 1 | 0 | 3  |
| 2     | Oblast Nischni Nowgorod | 1 | 2 | 1 | 4  |
| 3     | Moskau                  | 1 | 0 | 0 | 1  |
| 4     | Region Perm             | 0 | 1 | 0 | 1  |
| 5     | Sankt Petersburg        | 0 | 0 | 2 | 1  |
| 6     | Oblast Sachalin         | 0 | 0 | 1 | 1  |
| Total | Total                   | 4 | 4 | 4 | 12 |